# Archidiócesis de Malabo
La archidiócesis de Malabo (en latín: Archidioecesis Malaboënsis) es una circunscripción eclesiástica de la Iglesia católica en Guinea Ecuatorial. Se trata de una arquidiócesis latina, sede metropolitana de la provincia eclesiástica de Malabo. Desde el 11 de febrero de 2015 su arzobispo es Juan Nsue Edjang Mayé.

## Territorio y organización
La arquidiócesis tiene 2034 km² y extiende su jurisdicción sobre los fieles católicos de rito latino residentes en las islas de Annobón y Bioko. La arquidiócesis es un miembro de la Asociación de las Conferencias Episcopales de África Central (ACEAC).
La sede de la arquidiócesis se encuentra en la ciudad de Malabo (llamada Santa Isabel hasta 1973) en la isla de Bioko, en donde se halla la Catedral de Santa Isabel.
La arquidiócesis tiene como sufragáneas a las diócesis de: Bata, Ebibeyin, Evinayong y Mongomo.
En 2021 en la arquidiócesis existían 26 parroquias.

## Historia
Tras la cesión a España de la isla de Fernando Poo (hoy llamada Bioko) por parte de Portugal con los tratados de San Ildefonso (1777) y El Pardo (1778), la isla pasó a formar parte de la gobernación de Fernando Poo y Annobón y del Virreinato del Río de la Plata (creado en 1776), siendo el territorio evangelizado por primera vez por los jesuitas, después de que se expulsó a los pocos misioneros protestantes que les habían precedido. 
La prefectura apostólica de Annobón, Corisco y Fernando Poo fue erigida el 10 de octubre de 1855, obteniendo el territorio del vicariato apostólico de las Dos Guineas y Senegambia (hoy arquidiócesis de Libreville).
El 12 de mayo de 1904, en virtud del breve Ecclesiae universae del papa Pío X, la prefectura apostólica fue elevada al rango de vicariato apostólico con el nombre de vicariato apostólico de Fernando Poo.
El 9 de julio de 1965 cedió una parte de su territorio para la erección del vicariato apostólico de Río Muni (hoy diócesis de Bata) mediante la bula Qui summi Dei del papa Pablo VI.
El 3 de mayo de 1966 el vicariato apostólico fue elevado a la diócesis de Santa Isabel con la bula Nonnulla incrementa del papa Pablo VI, cuyo nombre pasó a ser el de diócesis de Malabo el 14 de abril de 1974 como consecuencia del decreto Ad satius de la Congregación para la Evangelización de los Pueblos.
Durante la dictadura de Francisco Macías la diócesis fue suprimida por el régimen en 1976. Tras la caída de Macías, en 1982 fue de nuevo establecida.
El 15 de octubre de 1982 fue elevada al rango de arquidiócesis metropolitana con la bula Qui in beati Petri del papa Juan Pablo II, quien en ese año realizó una visita al país.
El 26 de mayo de 1986, con la carta apostólica Continenter magna, el papa Juan Pablo II confirmó a la Santísima Virgen María, conocida bajo el título de Virgen Bisila, como patrona principal de la arquidiócesis.

## Estadísticas
Según el Anuario Pontificio 2022 la arquidiócesis tenía a fines de 2021 un total de 275 818 fieles bautizados.
| Año                                                                             | Población            | Población | Población      | Sacerdotes | Sacerdotes    | Sacerdotes    | Bautizados por sacerdote | Diáconos permanentes | Religiosos | Religiosos | Parroquias |
| Año                                                                             | Bautizados católicos | Total     | % de católicos | Total      | Clero secular | Clero regular | Bautizados por sacerdote | Diáconos permanentes | Varones    | Mujeres    | Parroquias |
| ------------------------------------------------------------------------------- | -------------------- | --------- | -------------- | ---------- | ------------- | ------------- | ------------------------ | -------------------- | ---------- | ---------- | ---------- |
| 1970                                                                            | 58 512               | 70 500    | 83.0           | 23         |               | 23            | 2544                     |                      | 31         | 34         | 71         |
| 1980                                                                            | 68 000               | 72 000    | 94.4           | 6          | 4             | 2             | 11 333                   |                      | 2          | 20         | 21         |
| 1990                                                                            | 77 800               | 89 000    | 87.4           | 24         | 7             | 17            | 3241                     |                      | 31         | 75         | 26         |
| 1999                                                                            | 77 852               | 90 526    | 86.0           | 21         | 5             | 16            | 3707                     |                      | 20         | 58         | 30         |
| 2000                                                                            | 77 852               | 90 000    | 86.5           | 22         | 6             | 16            | 3538                     |                      | 27         | 58         | 30         |
| 2001                                                                            | 77 852               | 90 000    | 86.5           | 19         | 8             | 11            | 4097                     |                      | 20         | 58         | 30         |
| 2002                                                                            | 77 852               | 90 000    | 86.5           | 21         | 10            | 11            | 3707                     |                      | 20         | 58         | 30         |
| 2003                                                                            | 238 923              | 265 470   | 90.0           | 23         | 11            | 12            | 10 387                   |                      | 21         | 58         | 31         |
| 2004                                                                            | 238 923              | 265 470   | 90.0           | 22         | 10            | 12            | 10 860                   |                      | 14         | 58         | 32         |
| 2007                                                                            | 256 000              | 284 000   | 90.1           | 23         | 10            | 13            | 11 130                   |                      | 24         | 75         | 32         |
| 2013                                                                            | 283 000              | 312 000   | 90.7           | 37         | 12            | 25            | 7648                     |                      | 34         | 72         | 33         |
| 2016                                                                            | 304 000              | 336 000   | 90.5           | 36         | 14            | 22            | 8444                     |                      | 33         | 70         | 33         |
| 2019                                                                            | 332 500              | 362 000   | 91.9           | 47         | 21            | 26            | 7074                     |                      | 36         | 46         | 26         |
| 2021                                                                            | 275 818              | 339 702   | 81.2           | 50         | 24            | 26            | 5516                     |                      | 33         | 40         | 26         |
| Fuente: Catholic-Hierarchy, que a su vez toma los datos del Anuario Pontificio. |                      |           |                |            |               |               |                          |                      |            |            |            |

## Episcopologio
- Armengol Coll y Armengol, C.M.F. † (10 de mayo de 1904-21 de abril de 1918 falleció) y obispo de Tignica in partibus.
- Nicolás González Pérez, C.M.F. † (24 de agosto de 1918-23 de marzo de 1935 falleció) y obispo titular de Ionópolis.
- Leoncio Fernández Galilea, C.M.F. † (18 de junio de 1935-15 de febrero de 1957 falleció) y obispo titular de Ariaso.
- Francisco Gómez Marijuán, C.M.F. † (14 de noviembre de 1957-9 de mayo de 1974 renunció) y obispo titular de Sinna.
- Vicente Bernikon † (9 de mayo de 1974-14 de septiembre de 1976 falleció)
  - Sede vacante (1976-1982)[nota 1]
- Rafael María Nze Abuy, C.M.F. † (15 de octubre de 1982[10] -7 de julio de 1991 falleció), obispo titular de Sutunurca.
- Ildefonso Obama Obono (9 de julio de 1991-11 de febrero de 2015 retirado)
- Juan Nsue Edjang Mayé, desde el 11 de febrero de 2015